# Ploumilliau
Ploumilliau è un comune francese di 2 644 abitanti situato nel dipartimento della Côtes-d'Armor, regione della Bretagna.

## Società

### Evoluzione demografica
Abitanti censiti